# Street Rats
Street Rats è l'ottavo album degli Humble Pie, pubblicato dalla A&M nel febbraio del 1975.

## L'album
All'inizio del 1975, la casa discografica, stanca di aspettare il nuovo album,  rubò del materiale dal Clear Sounds Studio di Marriott, ma gran parte del   no  destinato agli Humble Pie, era per un album solista e per il suo progetto in corso, con Greg Ridley. Per trarre il meglio da una brutta situazione, A&M ha chiamato Andrew Loog Oldham per mixare e tagliare i brani e renderli più pesanti, con grande disgusto di Marriott. Anche il titolo Street Rats è stato ideato da A&M. Non sorprende che la band non sia mai stata contenta dell'album, con Greg Ridley che ha affermato: "È stato terribile".
Cinque delle undici canzoni degli album sono cover; "Rain", "We Can Work it Out" e "Drive My Car" dei Beatles; "Rock and Roll Music" di Chuck Berry e "Let Me Be Your Lovemaker" di Reid/Clark/Wright e originariamente registrati dall'artista R&B Betty Wright nel 1973. Ci sono due canzoni scritte da Steve Marriott, "Street Rats" e "Road Hog". I restanti tre sono collaborazioni tra i vari membri della band.
L'album è stato prodotto da Andrew Loog Oldham e Steve Marriott; è stato registrato negli Olympic Studios e nello studio Clean Sounds di Marriott nella sua casa nell'Essex, in Inghilterra.

Dopo l'uscita di questo album e il loro tour d'addio, gli Humble Pie si sciolsero, a causa di differenze musicali. Marriott ha continuato a produrre il suo primo album da solista.

## Tracce
1. Street Rat – 2:52
2. Rock and Roll Music – 2:55
3. We Can Work It Out – 3:08
4. Scored Out – 2:43
5. Road Hog – 3:08
6. Rain – 5:58
7. There Tis – 3:06
8. Let Me Be Your Lovemaker – 5:57
9. Countryman Stomp – 2:20
10. No Money Down – 3:43
11. Drive My Car – 3:04

## Formazione

### Ufficiale
- Steve Marriott - voce, chitarra
- Clem Clempson - chitarra
- Greg Ridley - basso
- Jerry Shirley - batteria

### Musicisti aggiuntivi
- Mel Collins - sassofono
- Tim Hinkley - tastiera
- Ian Wallace - batteria